# Igor Svjatoslavič
Igor Svjatoslavič (1151 – asi 1202) byl rurikovský kníže, syn Svjatoslava II. a jeho druhé manželky Kateřiny Novgorodské, která byla Kumánského původu. V roce 1178 se stal knížetem novgorodsko-severským, v roce 1199 knížetem černigovským. Účastnil se řady válek a válečných tažení. V 70. letech 12. století vedl několik úspěšných válek s Kumány, v roce 1185 proti nim však neuspěl a byl zajat. Tažení se stalo námětem eposu Slovo o pluku Igorově.